# Adjustment Day
Adjustment Day é um romance distópico de 2018 de Chuck Palahniuk.

## Sinopse
Em um futuro próximo, nos Estados Unidos, um senador corrupto planeja restabelecer o recrutamento para enviar jovens para morrer em um ataque nuclear planejado de destruição mutuamente acordada no Oriente Médio para evitar uma revolta desses mesmos jovens. Enquanto isso, o misterioso Talbott Reynolds circula um pequeno livro azul e preto por todo o país, cheio de seu próprio manifesto e sabedoria sobre como a vida deve ser vivida, e um site chamado "The List" permite que os usuários enviem e votem em figuras públicas que eles acham que merecem ser mortas. Antes que a votação possa ser feita para restabelecer o recrutamento, os leitores do manifesto de Reynolds se levantam, matam os alvos da Lista e usam orelhas decepadas, retiradas daqueles assassinatos, para provar seu poder e se tornarem os novos líderes de um novo Estados Unidos, dividido nas regiões de Blacktopia, uma nação nacionalista negra, Gaysia, uma nação onde homossexuais são forçados a procriar, e Caucasia, uma nação nacionalista branca.

## Recepção
Jason Sheehan, ao analisar o romance para a NPR, chamou a maior parte do livro de uma "descida rápida e horripilante à loucura", mas que Palahniuk "simplesmente não consegue aterrissar" e que "termina com um gemido em vez de um estrondo".